# Río Blanco
Río Blanco é uma cidade da Guatemala do departamento de San Marcos.